# Грегор Гізі
Ґре́ґор Ґі́зі (нім. Gregor Florian Gysi; *16 січня 1948, Східний Берлін, Німецька Демократична Республіка) — німецький адвокат і ключовий політик соціалістичної політичної партії Ліві (нім. Die Linke). Він грав важливу роль в кінці комуністичного правління в Східній Німеччині в 1989 році, і був головною фігурою в новоствореній Партії демократичного соціалізму (ПДС). Він добре відомий за його риторичний талант і вважається одним з найбільш красномовних німецьких публічних політиків.

### Сімейне походження
Його батько, Клаус Гізі, був високопоставленим чиновником у Східній Німеччині, і був міністром культури з 1966 по 1973 рік. Його мати Ірена була сестрою Готфріда Лессінга, який був одружений з британською письменницею Доріс Лессінг під час заслання в Південній Родезії. Його сестра Габріела є актрисою, яка покинула Східну Німеччину в 1985 році. Сьогодні вона є головним драматургом в Фольксбюне в Берліні.

### Правова кар'єра
Гізі отримав свою середню освіту в загальноосвітній середній школі (EOS) 1966. Потім він поступив навчатися на адвоката до Гумбольдтського університету Берліна, який закінчив у 1970 році. З 1971 року Гізі був одним з небагатьох вільних юристів в НДР. У цій ролі він також захищав критиків і бажаючих покинути НДР, у тому числі таких відомих діячів, як Рудольф Баро, Роберт Гавеман, Ульріке Поппе та Бербель Болей. У 1975 році була написана його докторська дисертація на тему Удосконалення соціалістичної законності в процесі судових справ. З 1988 по 1989 рік він був головою колегії адвокатів у Східному Берліні, а також головою 15 коледжів юристів в НДР.

### Політична кар'єра
З 1967 року Гізі був членом Соціалістичної єдиної партії Німеччини (СЄПН). Коли він став займатися публічною політикою у 1989 році, він працював адвокатом. 4 листопада 1989 року Гізі виступив до 500 000 масового мітингу на площі Александерплац в Берліні із закликом до прийняття нового виборчого закону і створення конституційного суду. Його красномовство і риторичний талант швидко зробили його популярною фігурою у ЗМІ. З 3 грудня 1989 року він був одним з членів робочого комітету з підготовки позачергового з'їзду СЄПН та головою внутрішньопартійного слідчого комітету. На спеціальному з'їзді партії, 9 грудня 1989 року Гізі був обраний головою СЄПН, отримавши 95,3 відсотка голосів делегатів. Він керував перетворенням СЄПН в демократичну соціалістичну партію, що супроводжувалось швидкою відставкою всіх прихильників жорсткої лінії з керівництва партії та перейменування її спочатку на Соціалістичну єдину партію — Партію демократичного соціалізму (СЄПН-ПДС), а пізніше просто  на Партію демократичного соціалізму (ПДС). 16 грудня 1989 року він виступив на позачерговому з'їзді СЄПН-ПДС із закликом до співпраці між двома німецькими державами, при повній повазі їх суверенітету. 
У березні 1990 року Гізі був обраний до Народної палати на перших вільних виборах, та був депутатом до розпуску Народної палати НДР після об'єднання Німеччини 3 жовтня 1990 року. На перших після возз'єднання загальнонімецьких виборах він був обраний до бундестагу, і працював там до 2000 року. Він залишався головою ПДС до 1998 року, а потім з 1998 по 2000 рік обіймав посаду голови парламентської фракції партії.
У 2000 році він пішов з поста голови парламентської фракції ПДС, але продовжував бути активним членом партії. Після перемоги на муніципальних виборах 2001 року в Берліні коаліції у складі ПДС і більш поміркованої Соціал-демократичної партії Німеччини (СДПН), він був обраний сенатором з економіки, праці та справах жінок та віце-мером. 31 липня 2002 року він пішов зі своєї посади через скандал за нецільове використання «бонусних миль» (які можна використовувати лише для службових польотів). 
Під час федеральних виборів 2005 року він очолив список новоствореної "Лівої партії" ("Die Linke.PDS"). Балотувався у одномандатному виборчому окрузі Трептов-Кёпенік у Берліні. На федеральних виборах 2009 року він збільшив кількість отриманих голосів у своєму виборчому окрузі Берлін-Трептов-Кепенік до 44,4 відсотків та був переобраний у Бундестаг, як один із двох голів (другий - Оскар Лафонтен) нової партії "Ліві" ("Die Linke"). Після відставки Оскара Лафонтена, Гізі від 9 жовтня 2009 року є єдиним лідером парламентської фракції Лівих.